# Peraleda de San Román
Peraleda de San Román è un comune spagnolo di 400 abitanti situato nella comunità autonoma dell'Estremadura.